# Gary Payton (basketballer)
Gary Dwayne Payton (Oakland, 23 juli 1968) is een Amerikaans voormalig basketbalspeler die als pointguard speelde. Hij speelde zeventien seizoenen in de NBA. Payton debuteerde in 1990 bij Seattle Supersonics, waarvoor hij het grootste deel van zijn carrière uitkwam. Hij speelde van 2005 tot en met 2007 voor Miami Heat, waarmee hij in het seizoen 2005/06 NBA-kampioen werd. Hij behoorde ook tot de Amerikaanse nationale ploegen die goud wonnen op de Olympische Zomerspelen 1996 en de Olympische Zomerspelen 2000. Payton had als bijnaam The Glove vanwege zijn defensieve vaardigheden. Hij werd in 2021 verkozen tot een van de beste 75 spelers in de NBA aller tijden.

## Carrière
Payton speelde collegebasketbal van 1986 tot 1990 voor de Oregon State Beavers. In 1990 werd hij als tweede gekozen in de NBA draft van dat jaar door de Seattle SuperSonics. Hij speelde bij de SuperSonics van 1990 tot 2003. Vanaf 1994 werd hij jaarlijks verkozen tot NBA All-Star enkel niet in 1999. Hij werd in 1996 verkozen tot NBA Defensive Player of the Year. Er volgden ook meerdere All-NBA Teams en Defensive-All NBA Teams. In 1996 en 2000 won hij met de Amerikaanse ploeg goud op de Olympische Zomerspelen.
In februari 2003 werd hij samen met Desmond Mason geruild naar de Milwaukee Bucks voor Ray Allen, Ronald Murray, Kevin Ollie en een draftpick. In juli 2003 tekende hij als vrije speler bij de Los Angeles Lakers. Na een seizoen bij de Lakers werd hij geruild naar de Boston Celtics samen met Rick Fox en een draftpick voor Chucky Atkins, Jumaine Jones en Chris Mihm. In februari 2005 werd hij door de Celtics geruild naar de Atlanta Hawks samen met Tom Gugliotta, Michael Stewart en een draftpick voor Antoine Walker. Zijn contract werd niet veel later ontbonden en hij tekende vervolgens opnieuw bij de Celtics. Hij tekende aan het einde van het seizoen voor de Miami Heat. In 2006 werd hij NBA-kampioen met hen en na het seizoen 2006/07 stopte Payton met basketballen.

## Privéleven
Paytons broer Brandon Payton en Paytons zoon Gary Payton II waren ook een basketballers

## Erelijst
- NBA-kampioen: 2006
- NBA All-Star: 1994, 1995, 1996, 1997, 1998, 2000, 2001, 2002, 2003
- All-NBA First Team: 1998, 2000
- All-NBA Second Team: 1995, 1996, 1997, 1999, 2002
- All-NBA Third Team: 1994, 2001
- NBA Defensive Player of the Year: 1996
- NBA All-Defensive First Team: 1994, 1995, 1996, 1997, 1998, 1999, 2000, 2001, 2002
- NBA All-Rookie Second Team: 1991
- Olympische Spelen:  1996, 2000
- FIBA Americas Championship:  1999;  1989
- NBA 75th Anniversary Team
- Basketball Hall of Fame: 2013
- Nummer 20 teruggetrokken door de Oregon State Beavers

## Statistieken

### Regulier seizoen
| Seizoen      | Team                | WG   | WS   | MPW  | 2P%  | 3P%  | FW%   | RPW | APW | SPW | BPW | PPW  |
| ------------ | ------------------- | ---- | ---- | ---- | ---- | ---- | ----- | --- | --- | --- | --- | ---- |
| 1990/91      | Seattle SuperSonics | 82   | 82   | 27,4 | 45,0 | 7,7  | 71,1  | 3,0 | 6,4 | 2,0 | 0,2 | 7,2  |
| 1991/92      | Seattle SuperSonics | 81   | 79   | 31,5 | 45,1 | 13,0 | 66,9  | 3,6 | 6,2 | 1,8 | 0,3 | 9,4  |
| 1992/93      | Seattle SuperSonics | 82   | 82   | 31,1 | 49,4 | 20,6 | 77,0  | 3,4 | 4,9 | 2,2 | 0,3 | 13,5 |
| 1993/94      | Seattle SuperSonics | 82   | 82   | 35,1 | 50,4 | 27,8 | 59,5  | 3,3 | 6,0 | 2,3 | 0,2 | 16,5 |
| 1994/95      | Seattle SuperSonics | 82   | 82   | 36,8 | 50,9 | 30,2 | 71,6  | 3,4 | 7,1 | 2,5 | 0,2 | 20,6 |
| 1995/96      | Seattle SuperSonics | 81   | 81   | 39,0 | 48,4 | 32,8 | 74,8  | 4,2 | 7,5 | 2,9 | 0,2 | 19,3 |
| 1996/97      | Seattle SuperSonics | 82   | 82   | 39,2 | 47,6 | 31,3 | 71,5  | 4,6 | 7,1 | 2,4 | 0,2 | 21,8 |
| 1997/98      | Seattle SuperSonics | 82   | 82   | 38,4 | 45,3 | 33,8 | 74,4  | 4,6 | 8,3 | 2,3 | 0,2 | 19,2 |
| 1998/99      | Seattle SuperSonics | 50   | 50   | 40,2 | 43,4 | 29,5 | 72,1  | 4,9 | 8,7 | 2,2 | 0,2 | 21,7 |
| 1999/00      | Seattle SuperSonics | 82   | 82   | 41,8 | 44,8 | 34,0 | 73,5  | 6,5 | 8,9 | 1,9 | 0,2 | 24,2 |
| 2000/01      | Seattle SuperSonics | 79   | 79   | 41,1 | 45,6 | 37,5 | 76,6  | 4,6 | 8,1 | 1,6 | 0,3 | 23,1 |
| 2001/02      | Seattle SuperSonics | 82   | 82   | 40,3 | 46,7 | 31,4 | 79,7  | 4,8 | 9,0 | 1,6 | 0,3 | 22,1 |
| 2002/03      | Seattle SuperSonics | 52   | 52   | 40,8 | 44,8 | 29,8 | 69,2  | 4,8 | 8,8 | 1,8 | 0,2 | 20,8 |
| 2002/03      | Milwaukee Bucks     | 28   | 28   | 38,8 | 46,6 | 29,4 | 74,6  | 3,1 | 7,4 | 1,4 | 0,3 | 19,6 |
| 2003/04      | Los Angeles Lakers  | 82   | 82   | 34,5 | 47,1 | 33,3 | 71,4  | 4,2 | 5,5 | 1,2 | 0,2 | 14,6 |
| 2004/05      | Boston Celtics      | 77   | 77   | 33,0 | 46,8 | 32,6 | 76,1  | 3,1 | 6,1 | 1,1 | 0,2 | 11,3 |
| 2005/06      | Miami Heat          | 81   | 25   | 28,5 | 42,0 | 28,7 | 79,4  | 2,9 | 3,2 | 0,9 | 0,1 | 7,7  |
| 2006/07      | Miami Heat          | 68   | 28   | 22,1 | 39,3 | 26,0 | 66,7  | 1,9 | 3,0 | 0,6 | 0,0 | 5,3  |
| Carrière     | Carrière            | 1335 | 1233 | 35,3 | 46,6 | 31,7 | 72,9  | 3,9 | 6,7 | 1,8 | 0,2 | 16,3 |
| NBA All-Star | NBA All-Star        | 9    | 2    | 20,8 | 43,6 | 27,3 | 100,0 | 3,3 | 8,1 | 2,1 | 0,0 | 9,4  |

### Play-offs
| Seizoen  | Team                | WG  | WS  | MPW  | 2P%  | 3P%  | FW%   | RPW | APW | SPW | BPW | PPW  |
| -------- | ------------------- | --- | --- | ---- | ---- | ---- | ----- | --- | --- | --- | --- | ---- |
| 1990/91  | Seattle SuperSonics | 5   | 5   | 27,0 | 40,7 | 0,0  | 100,0 | 2,6 | 6,4 | 1,6 | 0,2 | 4,8  |
| 1991/92  | Seattle SuperSonics | 8   | 8   | 27,6 | 46,6 | 0,0  | 58,3  | 2,6 | 4,8 | 1,0 | 0,3 | 7,6  |
| 1992/93  | Seattle SuperSonics | 19  | 19  | 31,8 | 44,3 | 16,7 | 67,6  | 3,3 | 3,7 | 1,8 | 0,2 | 12,3 |
| 1993/94  | Seattle SuperSonics | 5   | 5   | 36,2 | 49,3 | 33,3 | 42,1  | 3,4 | 5,6 | 1,6 | 0,4 | 15,8 |
| 1994/95  | Seattle SuperSonics | 4   | 4   | 43,0 | 47,8 | 20,0 | 41,7  | 2,5 | 5,3 | 1,3 | 0,0 | 17,8 |
| 1995/96  | Seattle SuperSonics | 21  | 21  | 43,4 | 48,5 | 41,0 | 63,3  | 5,1 | 6,8 | 1,8 | 0,3 | 20,7 |
| 1996/97  | Seattle SuperSonics | 12  | 12  | 45,5 | 41,2 | 33,3 | 82,0  | 5,4 | 8,7 | 2,2 | 0,3 | 23,8 |
| 1997/98  | Seattle SuperSonics | 10  | 10  | 42,8 | 47,5 | 38,0 | 94,0  | 3,4 | 7,0 | 1,8 | 0,1 | 24,0 |
| 1999/00  | Seattle SuperSonics | 5   | 5   | 44,2 | 44,2 | 39,1 | 76,9  | 7,6 | 7,4 | 1,8 | 0,2 | 25,8 |
| 2001/02  | Seattle SuperSonics | 5   | 5   | 41,4 | 42,5 | 26,7 | 58,6  | 8,6 | 5,8 | 0,6 | 0,4 | 22,2 |
| 2002/03  | Milwaukee Bucks     | 6   | 6   | 41,8 | 42,9 | 6,7  | 70,0  | 3,0 | 8,7 | 1,3 | 0,2 | 18,5 |
| 2003/04  | Los Angeles Lakers  | 22  | 22  | 35,1 | 36,6 | 25,0 | 75,0  | 3,3 | 5,3 | 1,0 | 0,2 | 7,8  |
| 2004/05  | Boston Celtics      | 7   | 7   | 34,1 | 44,6 | 7,1  | 83,3  | 4,1 | 4,6 | 0,9 | 0,1 | 10,3 |
| 2005/06  | Miami Heat          | 23  | 0   | 24,3 | 42,2 | 29,3 | 72,0  | 1,7 | 1,6 | 1,0 | 0,1 | 5,8  |
| 2006/07  | Miami Heat          | 2   | 0   | 16,0 | 0,0  | 0,0  | –     | 2,0 | 1,5 | 0,0 | 0,0 | 0,0  |
| Carrière | Carrière            | 154 | 129 | 35,6 | 44,1 | 31,5 | 70,6  | 3,7 | 5,3 | 1,4 | 0,2 | 14,0 |

4 Charles Barkley · 
5 Grant Hill · 
6 Penny Hardaway · 
7 David Robinson · 
8 Scottie Pippen · 
9 Mitch Richmond · 
10 Reggie Miller · 
11 Karl Malone · 
12 John Stockton · 
13 Shaquille O'Neal · 
14 Gary Payton · 
15 Hakeem Olajuwon · 
Coach Lenny Wilkens
1 Wright · 
3 Wade · 
5 D. Anderson · 
8 Walker · 
20 Payton · 
24 Kapono · 
30 Barron · 
32 O'Neal · 
33 Mourning · 
40 Haslem · 
42 Posey · 
49 S. Anderson · 
51 Doleac · 
55 Williams · 
Coach Riley
- Library of Congress Control Number: n97116011
- MusicBrainz: dd19efb4-264e-4190-8ea1-f49633b24468
- Virtual International Authority File: 73147594
- WorldCat: E39PBJvmKv9Y7vtHbyhGxCdWjC